# Plagiophleboptena tigrina
Plagiophleboptena tigrina är en insektsart som beskrevs av Schmidt 1910. Plagiophleboptena tigrina ingår i släktet Plagiophleboptena och familjen spottstritar. Inga underarter finns listade i Catalogue of Life.